# Татыш (посёлок железнодорожной станции)
Татыш — посёлок железнодорожной станции в Озёрском городском округе Челябинской области.

## География
Расположен рядом с одноимённым посёлком, входящим в состав города Озёрска и одноимённым озером. Расстояние до Озёрска — 18 км.

## Население
| 2002 | 2010 |
| ---- | ---- |
| 58   | ↘31  |

По данным Всероссийской переписи, в 2010 году численность населения посёлка составляла 31 человек (13 мужчин и 18 женщин).

## Транспорт
В посёлке расположен одноимённый остановочный пункт ж/д.

## Улицы
Уличная сеть посёлка состоит из 9 улиц.